# Dodo Kuranosuke
Dodo Kuranosuke (百々内蔵助?; ... – 1560) è stato un militare giapponese.
Fu un samurai del periodo Sengoku, servitore del clan Rokkaku fino al 1558 quando iniziò una ribellione.  
Kuranosuke tradì Rokkaku Yoshikata e poi fuggì per sicurezza nel castello di Sawayama. Fu assediato ma respinse ogni attacco nemico fino a quando una forza di ninja guidata da Tateoka Dōshun si infiltrò e bruciò il castello.
Nel 1560 le sue forze aiutarono il clan Azai nella battaglia di Norada contro i Rokkaku combattendo i suoi acerrimi nemici fino alla fine, quando fu ucciso in battaglia.